# Alan Paton
Alan Stewart Paton (n. 11 ianuarie 1903, Pietermaritzburg, d. 12 aprilie 1988, lângă Durban) a fost un scriitor din Africa de Sud.
După studiile de la Maritzburg College, a studiat la University of the Natal în orașul său natal unde a primit un B.Sc., urmat apoi de o diplomă în pedagogie. A fost director la Diepkloof, o școală de corecție pentru tinerii delincvenți (1935 - 1948). În 1953 a fondat Partidul Liberal din Africa de Sud, fiind remarcat pentru opoziția sa față de sistemul condus de gruparea apartheid. Printre lucrările sale se numără: Debbie Go Home (1961), Tales from a Troubled Land (1965), Cry, The Beloved Country (1948) și Too Late the Phalarope (1953). Cry, The Beloved Country a fost filmată de două ori (în 1951 și 1995) și a fost baza spectacolului de pe Broadway Lost in the Stars (adaptare de Maxwell Anderson, muzica de Kurt Weill).

## Primii ani
Paton s-a născut în Pietermaritzburg, tatal sau fiind James Paton, un funcționar public si mama sa Eunice Warder Paton. Tatal sau a fost autoritar utilizând de multe ori abuzuri fizice contra fiului sau. Nici unul din părintii săi nu era foarte educat. Paton a descoperit magia literaturii la o vârsta frageda citind opere ale scriitorilor Walter Scott, Charles Dickens and Rupert Brooke si ceva din vechiul testament, părintii săi fiind creștini.
Dupa terminarea studiilor la Universitatea Natal, a lucrat ca profesor, mai întâi la Ixopo Hight School, apoi la Maritzburg College.În  timp ce era profesor la Ixopo Hight School a cunoscut-o pe Dorrie Francis Lusted, cu care s-a căsătorit în 1928. Ea moare în 1967 de emfizem pulmonar.Despre acești ani petrecuți împreuna, Paton îsi amintește în cartea sa KONTAKION FOR YOU DEPARTED (1969). În 1969, Paton se căsătorește cu secretara sa Anne Hopkins.

## Director la Diepkloof
Între anii 1935- 1948, Alan Paton a fost director la școala de corecție pentru tinerii delincvenți de culoare, Diepkloof, unde a introdus reforme destul de controversate pentru acea epoca precum cea dormitoarelor deschise, a permiselor de lucru sau permisiunea de a-si vizita  familiile. Dintre cei 10.o00 de tineri ce au putut merge acasă pentru a-si vizita familia, în perioada cât a fost el director, doar 5% au trădat încrederea sa si nu s-au mai întors. Aceasta perioada a fost cruciala pentru formarea conștiinței sale politice. În 1940 a realizat un tur a mai multor școli de corecție din Europa, Canada si Satele Unite ale Americii si toate detaliile acestei călătorii le-a descris în prima sa nuvela Cry, the Beloved Country. Călătoria sa s-a terminat în 1946 în San Francisco unde a cunoscut pe Maxwell Perkins cu ajutorul căruia a publicat prima sa carte. Cartea s-a vândut complet în ziua publicării sale si de atunci s-au vândut 15 milioane de copii

## Lupta contra politicii de apartheid
În 1948, patru luni mai târziu de la publicarea cărții Cry, the Beloved Country, Partidul National a ajuns la putere instalând pe Daniel Malan ca prim ministru. Acesta a fost începutul unei politici cunoscute mai târziu ca apartheid. În 1953, Alan Paton a fondat Partidul Liberal a cărui președinte a fost pâna la dizolvarea sa, la sfârșitul anilor 60. De pe aceasta poziție a luptat pașnic contra politicii de apartheid. În aceasta perioada a fost susținut de diferite persoane din Europa precum Laurence van der Post, un fost coleg care a emigrat în Anglia în anii 30 si care a finanțat partidul lui Paton. 
În 1956, în contextul judecării a 156 de membri ai Congresului National African sub acuzația de trădare, Alan Paton, Ambrose Reeves y Alex Hepple, împreuna cu Partidul Comunist al lui Nelson Mandela si Congresil Indian al Sud Africii, au înființat Fondul de ajutor pentru aparare, în sprijinul celor acuzați de trădare.
La data de 12 iunie 1964, în procesul statal împotriva lui Nelson Mandela, Alan Paton, în calitate de presedinte a Partidului Liberal, a citit o cerere de clementa în care spunea ca deși el personal nu era un susținător al violentei, acuzații nu au avut decât doua alternative: sa plece capul sau sa reziste cu forța. 
Paton s-a retras după pensionare în Botha's Hill, unde a trăit pâna la moartea sa.

## Opere principale
- Cry, The Beloved Country, 1948 – ecranizata de doua ori
- Lost in the Stars 1950 – musical
- Too Late the Phalarope, 1953
- The Land and People of South Africa, 1955
- South Africa in Transition, 1956
- Debbie Go Home, 1960
- Tales from a Troubled Land, 1961
- Hofmeyr, 1964
- South African Tragedy, 1965
- Sponono, 1965 (con Krishna Shah)
- The Long View, 1967
- Instrument of Thy Peace, 1968
- Kontakion For You Departed, 1969 (también: For You Departed)
- Case History of a Pinky, 1972
- Apartheid and the Archbishop: the Life and Times of Geoffrey Clayton, Archbishop of Cape Town, 1973
- Knocking on the Door, 1975
- Towards the Mountain, 1980
- Ah, but Your Land is Beautiful, 1981
- Journey Continued: An Autobiography, 1988
- Save the Beloved Country, 1989
- The Hero of Currie Road: the complete short pieces, 20089